# Nốt móc năm

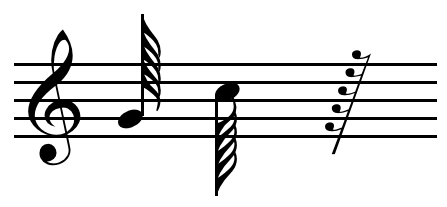
Nốt móc năm và dấu lặng móc năm

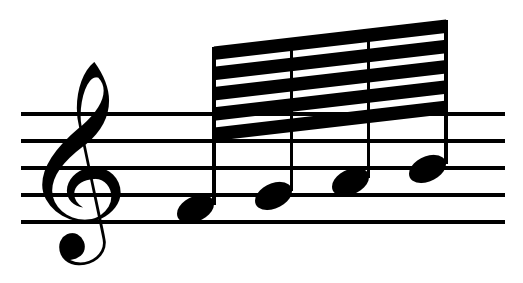
Bốn nốt móc năm được nối đuôi

Nốt móc năm (tiếng Anh: semihemidemisemiquaver, hundred twenty-eighth note) là một hình nốt nhạc có trường độ bằng 1/128 nốt tròn.
Nốt móc năm có thân nốt hình bầu dục đặc ruột (màu đen) và có đuôi đính kèm năm dấu móc. Ký hiệu có liên quan với nốt móc năm là dấu lặng móc năm, có ý nghĩa biểu lộ khoảng lặng với độ dài tương đương trường độ của nốt móc năm.
Có thể nối đuôi các nốt móc năm nằm gần nhau trong cùng ô nhịp bằng cách dùng những vạch đậm.

## Trường độ
Nốt móc năm tương đương 1/128 nốt tròn, 1/64 nốt trắng, 1/32 nốt đen, 1/16 nốt móc đơn, 1/8 nốt móc kép, 1/4 nốt móc ba và 1/2 nốt móc tư. Trong các bản nhạc theo nhịp phân đôi (2/4, 3/4, 4/4,...), một nốt móc năm ứng với 1/128 phách. Nếu thêm một dấu chấm dôi thì trường độ của nốt móc năm được kéo dài thêm một nửa.

## Sử dụng
Nốt móc năm rất hiếm thấy nhưng không phải là không có ai dùng. Nhà soạn nhạc dùng chúng chủ yếu cho những khúc ngắn, nhanh trong những phần nhạc chậm. Ví dụ, Beethoven dùng nốt móc năm để tạo âm giai nhanh trong phần đầu tiên của Sonata Pathétique, tức sonata số 8 âm Đô trưởng, Op.13 dành cho dương cầm của ông. Một ví dụ khác là các khúc biến tấu về Je suis lindor của Mozart.
Những nốt móc năm được nối đuôi cũng thỉnh thoảng có ở những nét lướt cần biểu diễn nhanh nhưng nhịp độ thực sự là do người diễn tự mình quyết định. Dấu lặng móc năm cũng rất hiếm, chủ yếu được dùng để thế chỗ cho dấu breath (breath mark). Dấu lặng móc năm có trong sonata số 13 "Quasi una fantasia" dành cho dương cầm của Beethoven.

Trong phần một của Sonata Pathétique, tức sonata số 8 âm Đô trưởng, Op.13 dành cho dương cầm, Beethoven đã dùng nhiều nốt móc năm.